# Mario Seidl
Mario Seidl (Schwarzach, 8 de diciembre de 1992) es un deportista austríaco que compite en esquí en la modalidad de combinada nórdica.
Participó en los Juegos Olímpicos de Pyeongchang 2018, obteniendo una medalla de bronce en la prueba por equipo (junto con Wilhelm Denifl, Lukas Klapfer y Bernhard Gruber). Ganó tres medallas en el Campeonato Mundial de Esquí Nórdico entre los años 2017 y 2021.

## Palmarés internacional
| Juegos Olímpicos   | Juegos Olímpicos            | Juegos Olímpicos  | Juegos Olímpicos         |
| Año                | Lugar                       | Medalla           | Prueba                   |
| ------------------ | --------------------------- | ----------------- | ------------------------ |
| 2018               | Pyeongchang (Corea del Sur) | Medalla de bronce | TG + 4 × 5 km por equipo |
| Campeonato Mundial |                             |                   |                          |
| Año                | Lugar                       | Medalla           | Prueba                   |
| 2017               | Lahti (Finlandia)           | Medalla de bronce | TN + 4 × 5 km por equipo |
| 2019               | Seefeld (Austria)           | Medalla de bronce | TN + 4 × 5 km por equipo |
| 2021               | Oberstdorf (Alemania)       | Medalla de bronce | TN + 4 × 5 km por equipo |